# 인도 몬순 해류
인도 몬순 해류(Indian Monsoon Current)는 인도양 북부의 열대 지역에서 발견되는 계절에 따라 변하는 해류 체계를 말한다. 겨울에는 상층 해양의 흐름이 인도네시아 군도 근처에서 아라비아해까지 서쪽으로 향한다. 여름에는 방향이 바뀌어 동쪽 방향의 흐름이 소말리아에서 벵골만으로 확장된다. 이러한 변화는 인도 몬순과 관련된 바람 스트레스의 변화로 인한 것이다. 인도 남부를 통과하는 계절적으로 역전되는 개방 해류는 겨울 몬순 해류와 여름 몬순 해류(북동 몬순 해류 및 남서 몬순 해류)라고 한다.

## 같이 보기
- 해류
- 환류 (해양학)
- 물리해양학